# Ahmed Jibril
Ahmed Jibril (in arabo أحمد جبريل‎?; Ramla, 1935 – Damasco, 7 luglio 2021) è stato un attivista e guerrigliero palestinese.
Fu fondatore e capo del Fronte Popolare per la Liberazione della Palestina - Comando Generale (FPLP-CG), parte del movimento secolare nazionalista palestinese, nato come scissione del Fronte Popolare per la Liberazione della Palestina.

## Biografia
Jibril nacque a Yazur, una città vicino a Giaffa all'epoca della Palestina mandataria.

La sua famiglia si stabilì in Siria, dove fu cresciuto e dove prestò servizio militare nell'esercito di Damasco dal 1956 al 1958. Sotto le armi raggiunse il grado di capitano, prima di essere espulso in quanto sospetto di comunismo.

Nel 1959 fondò il Fronte per la Liberazione della Palestina (FLP), prima di unirsi a George Habash e fondare assieme a questi il Fronte Popolare per la Liberazione della Palestina (FPLP) nel 1967, un movimento armato di orientamento comunista.

### Il FPLP-CG
Nel 1968 Jibril ruppe i rapporti con l'FPLP, a causa delle dispute fra Habash ed il governo di Damasco, e formò il Fronte Popolare per la Liberazione della Palestina - Comando Generale (FPLP-CG), per l'appunto di orientamento filo-siriano. Grazie alla sua costante fedeltà alla Siria, il gruppo di Jibril mantenne la propria sede a Damasco, conducendo numerosi attacchi contro obiettivi sia civili che militari israeliani.

Sebbene per decenni la base ideologica del FPLP-CG rimase quasi identica a quella del FPLP, Jibril non mise mai in dubbio la propria convinzione che la Palestina potesse essere liberata solo attraverso una guerra di logoramento di tipo militare. In seguito si ritrovò al fianco di Habash e di altri gruppi scissionisti nell'opporsi ai negoziati con il governo israeliano. Negli anni sviluppò una grande varietà di tipologie di attacco verso obbiettivi israeliani, culminata con la Notte dei deltaplani il 25 novembre 1987.
Il figlio di Jibril, Jihad Ahmed Jibril, che fu a capo dell'ala militare del FPLP-CG, ed era ritenuto il successore naturale del padre alla guida del Fronte, venne ucciso da un'autobomba a Beirut, il 20 maggio 2002.